# Anilinium
Het aniliniumion is het ion dat ontstaat als de aminogroep in aniline een waterstofion opneemt. Een van de manieren om het ion te bereiden is reactie van aniline met waterstofchloride, waardoor aniliniumchloride gevormd wordt:
{\displaystyle \mathrm {C_{6}H_{5}NH_{2}\ +\ HCl\ \longrightarrow \ C_{6}H_{5}NH_{3}^{+}\ +\ Cl^{-}} }
Naast het chloride wordt soms ook het aniliniumtetrafluorboraat toegepast in de organische synthese.